# Жилой дом Гусаровых

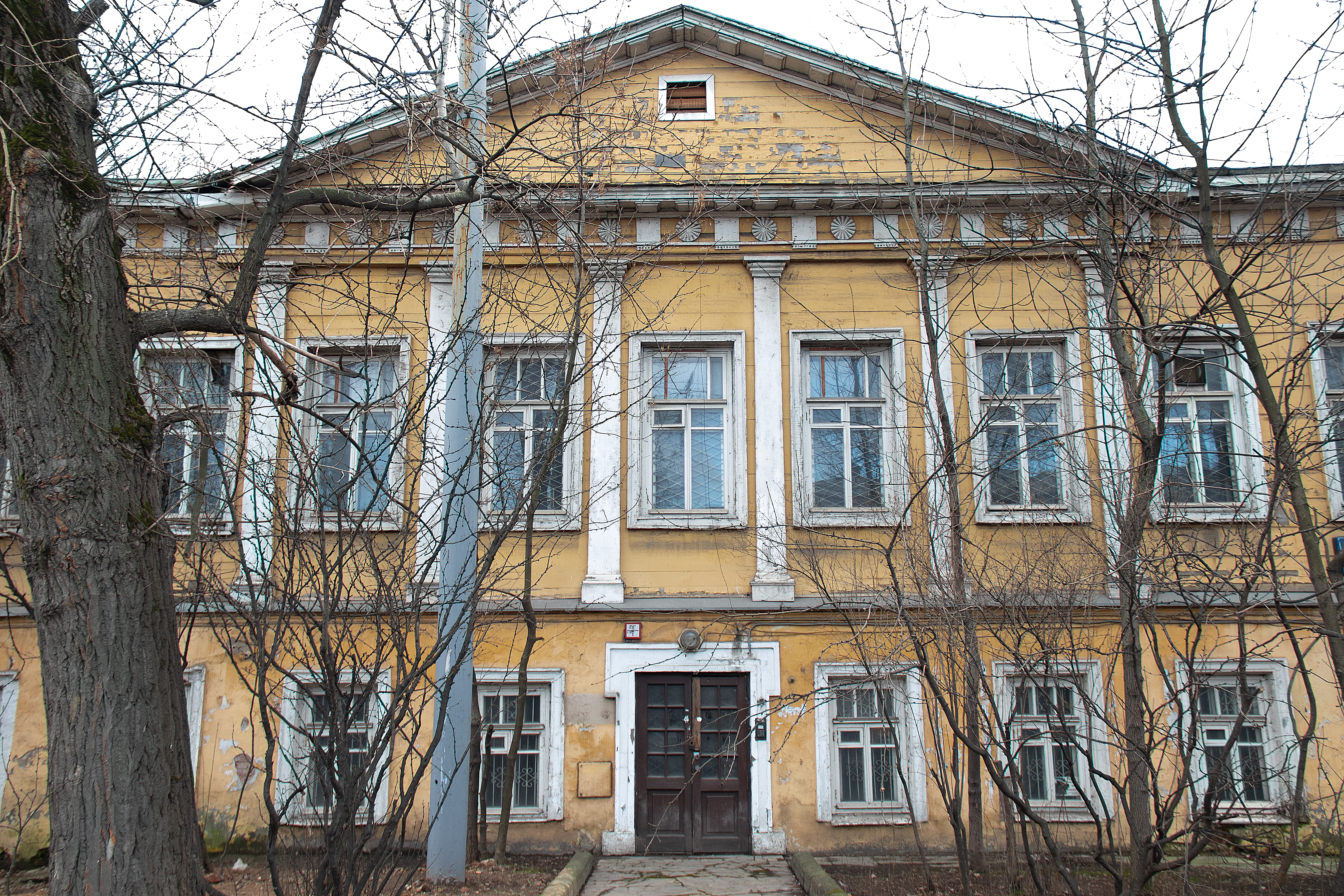
Вид спереди (со стороны Измайловского шоссе), 2020 г.

Жило́й дом Гуса́ревых — здание-достопримечательность в Москве. Расположено в районе Соколиная гора Восточного административного округа по адресу: Измайловское шоссе, дом 4.

## История
Здание строилось на протяжении 10 лет: с 1840 года по 1850 год. До Октябрьской революции 1917 года дом принадлежал Гусаревым, купцам или промышленникам. После революции в помещение заняла школа. После этого здесь находился Исследовательский центр по проблемам управления качеством подготовки специалистов.
К 2011 году здание почти заброшено и находится в плохом состоянии. Несмотря на то что дверь запечатана ЧОПом, действующей охраны у объекта не было. В доме находятся множество комнат, которые отремонтированы не до конца. Потолки имеют лепнину. На стене висит мемориальная табличка, на которой написано:
Памятник архитектуры. Жилой дом Гусаревых нач XIX в., 1840 - 1850-е гг. Охраняется государством
В 2020 году было сообщено о возможном начале реставрации здания.

## Архитектура
Архитектор неизвестен. Дом выдержан в стиле неоклассицизм.

## Ссылки

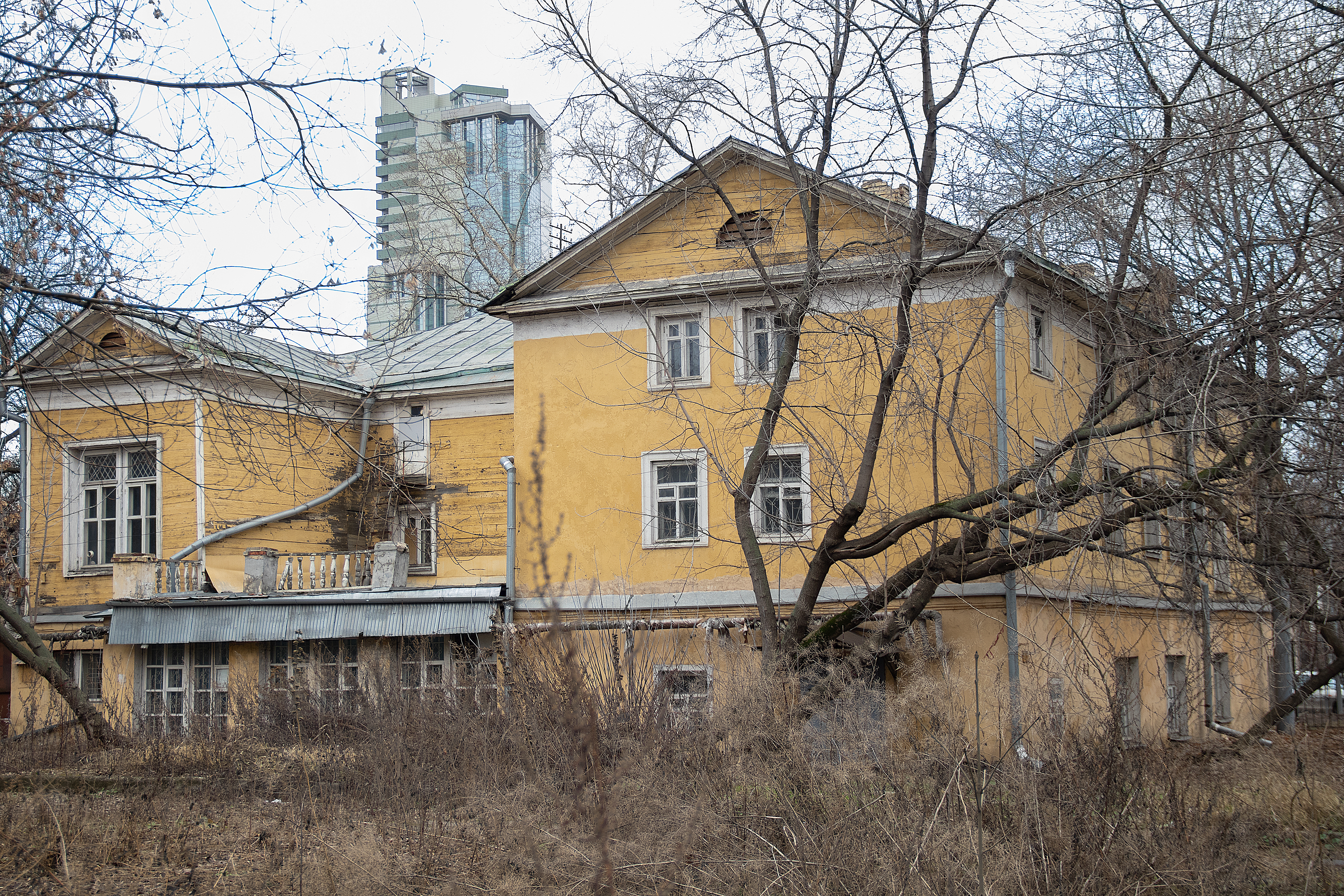
Вид сзади (со стороны проспекта Будённого), 2020 г.

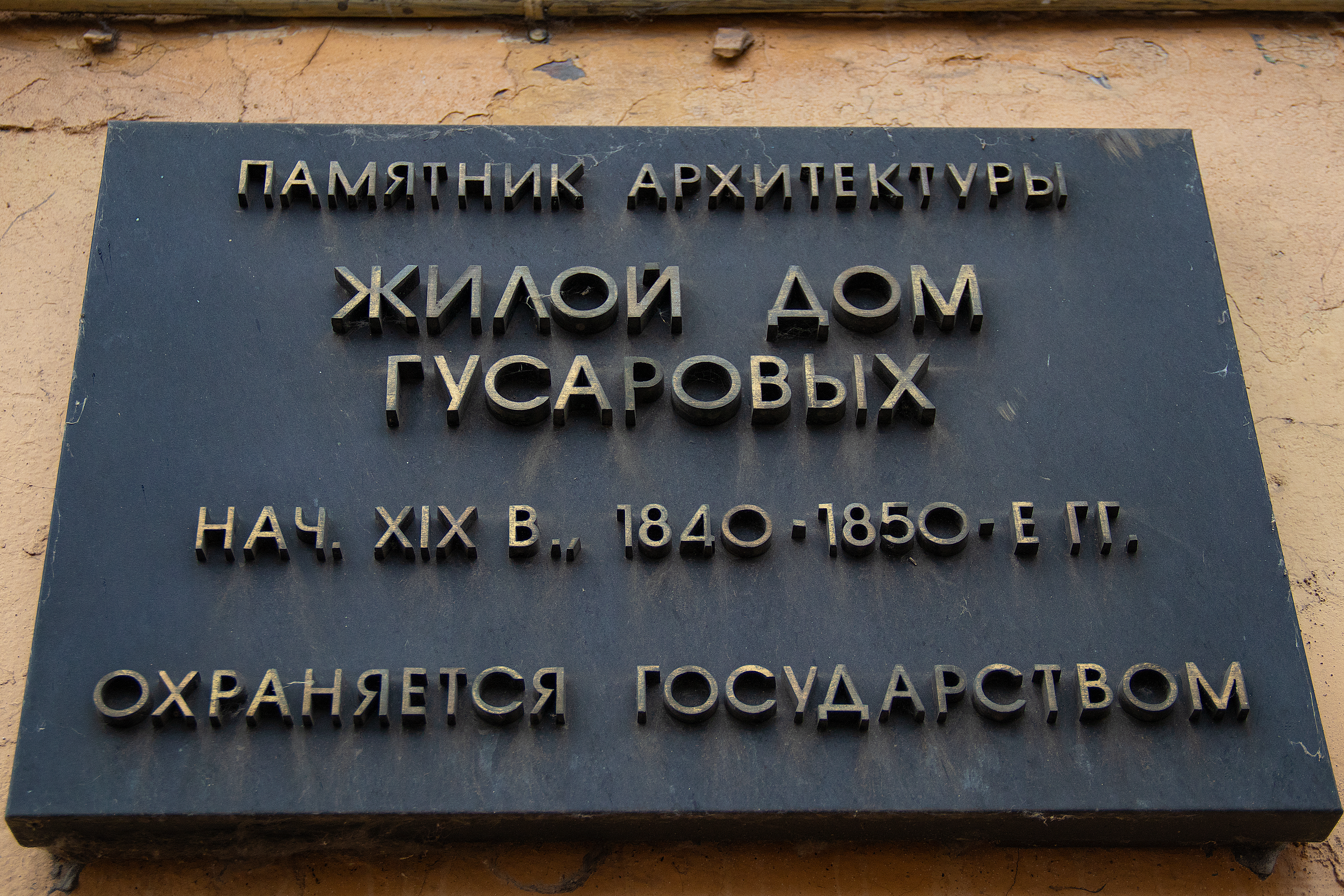
Мемориальная табличка